# Maccabi Hadera
Maccabi Hadera (hebreiska: מכבי חדרה) är en sportklubb från Hadera, Israel. Klubben är del av Maccabi World Union. Den har verksamhet i fotboll (damer), basket (herrar) och volleyboll (damer). Klubbens herrfotbollslag gick 2006 samman med fyra antal fotbollslag från Hadera och bildade Hapoel Hadera. Damfotbollslaget har en seger i israeliska cupen och en andraplats i högsta serien som bästa meriter. Basketlaget har spelat totalt tre säsonger i högsta serien (1991/1992, 1992/1993 och 2000/2001). 
Volleybollaget bildades 1999. Under perioden 2003-2006 nådde de finalen i israeliska cupen fyra gånger i rad, men förlorade alla. Klubben tillhör fortfarande de bättre i Israel med flera top-fyra-placeringar i högsta serien och semifinaler i israeliska cupen.